# Тимофей Кондратьевич Квасцов
Тимофей Кондратьевич Квасцов, Тимофей Квасцов — второстепенный персонаж романа «Мастер и Маргарита» Михаила Булгакова.
Жилец одиннадцатой квартиры № 11 дома 302-бис по Садовой улице.

## Роль персонажа
От его имени Коровьев делает донос на Никанора Ивановича Босого, что тот спекулирует валютой. Председателя жилтоварищества арестовывают, а
В это время Тимофей Кондратьевич Квасцов на площадке лестницы припадал к замочной скважине в дверях квартиры председателя то ухом, то глазом, изнывая от любопытства.
Через пять минут жильцы дома, находившиеся во дворе, видели, как председатель в сопровождении ещё двух лиц проследовал прямо к воротам дома. Рассказывали, что на Никаноре Ивановиче лица не было, что он пошатывался, проходя, как пьяный, и что-то бормотал.

А ещё через час неизвестный гражданин явился в квартиру номер одиннадцать, как раз в то время, когда Тимофей Кондратьевич рассказывал другим жильцам, захлебываясь от удовольствия, о том, как замели председателя, пальцем выманил из кухни Тимофея Кондратьевича в переднюю, что-то ему сказал и вместе с ним пропал.
В начальной редакции Коровьев говорил «почему-то плаксивым голосом», а не Квасцова; жалоба, «что у председателя нашего Жакта, Босого Никанора Ивановича, имеется валюта, в уборной» шла от имени секретаря Жакта № 197 по Садовой Бордасова Пётра. В следующей рукописной редакции сменяется жалобщик: «наш председатель жилтоварищества дома № 302-бис по Садовой… спекулирует валютой… Говорит жилец означенного дома в квартире № 11 Тимофей Кондратьевич Перелыгин. Но заклинаю держать в тайне имя». И далее в рукописи шло:
Дорогой Фагот, – ответили из спальни, – но при чём же здесь Перелыгин? Не причинил бы ты ему хлопот?

– ... мессир, ..эти хлопоты будут ему чрезвычайно полезны. Тоже негодяй. У него есть манера подсматривать в замочную скважину.

## Происхождение персонажа
Фамилия Квасцов — несуществующая. Имя Тимофе́й греческого происхождения (греч. Τιμόθεος), означает «почитающий Бога». Отчество от имени Кондрат, мужское славянское имя производное от латинского имени Кодрат (лат. Quadratus). Ассоциативно связано с эвфемизмами о внезапной смерти кондратий пришел, кондратий.
В ранней редакции: «Тимофей Кондратьевич Перелыгин». В Словаре Владимира Даля «перелыгать — перелгать что, перевирать, передавать чужую ложь; | извращать и перевирать вести».

## Исследования
С. Л. Ястребилов, говоря об отражении НКВД-ГПУ в романе, распределяет доносчиков (Тимофей Квасцов, Алоизий Могарыч, барон Майгель) по категориям. «Тимофей Квасцов — доносчик особой категории. Он действует не по заданию НКВД, не из соображений гражданского долга, не по злобе, и не извлекает для себя какую либо выгоду. Он — доносчик-энтузиаст, действующий по душевной склонности, по велению сердца. Разузнать что-то и сообщить это другим — его страсть, которая придаёт смысл всей его жизни».
Исчезновение Квасцова после прихода неизвестного гражданина параллельно сценам, когда Никанора Ивановича пришли арестовывать просто «двое граждан», когда за членом правления Пятнажко пришёл «какой-то гражданин».